# Seva (España)
Seva es un municipio de la comarca de Osona, en la provincia de Barcelona. Incluye el núcleo de San Miguel de Baleñá (Osona), surgido alrededor de la estación de ferrocarril Baleñá-Tona-Seva.

## Historia
La primera documentación del municipio es del año 905 con la forma "in territorio Sevedano". La iglesia de Santa María aparece citada en el año 953 y la masía del Muntanyà en 1045. En 1875 se creó la estación de ferrocarril de Balenyá-Tona-Seva alrededor de la cual surgió el núcleo de población conocido como Balenyà-Estació o Sant Miquel de Balenyà. En 1996 el municipio incorporó la totalidad del núcleo de Sant Miquel de Balenyà (Osona)|Sant Miquel de Balenyà hasta entonces repartido entre los de Seva, Tona, Balenyá y Malla.

## Símbolos
El escudo de Seva se define por el siguiente blasón:
«Escudo losanjado: de sinople, una mitra de argén embellecida de oro; el pie partido: 1º losanjado de oro y de gules, 2º de gules, sembrado de crucecitas de argén. Por timbre una corona mural de pueblo.»
Fue aprobado el 14 de mayo de 1997.

## Economía
Agricultura, ganadería e industria. Urbanizaciones de segunda residencia.

## Demografía
Seva cuenta con una población de 3798 habitantes (INE 2024).
| Gráfica de evolución demográfica de Seva entre 1842 y 2021 |
| |
| Población de derecho según los censos de población del INE. Población de hecho según los censos de población del INE.En este censo se denominaba Seba y Terrasola: 1842. |

| 1900 | 1930 | 1950 | 1970 | 1981 | 1986 | 1996 | 2006 | 2016 | 2018 | 2022 |
| ---- | ---- | ---- | ---- | ---- | ---- | ---- | ---- | ---- | ---- | ---- |
| 675  | 1163 | 1031 | 1156 | 1487 | 1610 | 2236 | 3099 | 3446 | 3472 | 3736 |

## Comunicaciones
El núcleo de Sant Miquel de Balenyà cuenta con estación de ferrocarril de la línea Barcelona-Puigcerdà y se halla a escasa distancia de la autovía C-17. La carretera local BV-5303 lo conecta con aquella por el oeste y con Seva por el este y con Taradell al norte por la BV-5305. La capital municipal se comunica con Viladrau por la BV5303 y la GI-520 y de ella parte la BV-5301 que se interna en el Montseny.

## Lugares de interés

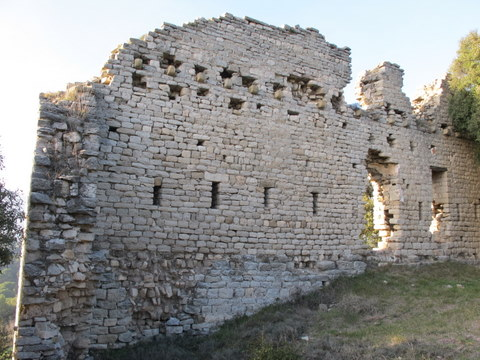
Castillo de Esparreguera

- Iglesia de Santa María, de estilo románico y núcleo histórico con casas de origen medieval.
- Ruinas del castillo de Esparreguera.
- Capilla de Sant Mamet, de origen románico.
- Ruinas de la capilla románica de San Ginés de Valldoriola.
- Casal de Figueroles, de estilo gótico, con torre de defensa del siglo XVI y capilla de origen románico.
- Capilla de San Antonio de Pádua.
- Estatua de Álex Crivillé en la entrada del pueblo (rotonda principal).
- Monumento a Pep Bassas al lado de la capilla de Sant Antoni.

## Personajes célebres nacidos en la localidad
- Álex Crivillé, exmotociclista.
- Pep Bassas, piloto de rallyes.
- Xavi Nuri "Tacker", fue guitarrista de Loquillo y los Trogloditas